# 馬特維伊夫卡 (斯維爾德洛夫斯克區)
48°1′55″N 39°33′33″E / 48.03194°N 39.55917°E
馬特維伊夫卡（烏克蘭語：Матвіївка）是位於烏克蘭東部的村莊，由盧甘斯克州多夫然斯克區的多夫然斯克市鎮負責管轄。該村始建於1955年，面積23.3平方公里，海拔高度262米，2001年人口239，人口密度每平方公里10.3人。